# ردنی مور (بازیگر پورنوگرافی)
ردنی مور (انگلیسی: Rodney Moore؛ زاده) یک بازیگر پورنوگرافی اهل ایالات متحده آمریکا است.